# Ma'ariv
| Židé a judaismus |
| Židé • Judaismus • Kdo je Žid |
| Ortodoxní • Konzervativní (Masorti) Progresivní (Reformní - Liberální) • Ultraortodoxní Samaritáni • Falašové • Karaité                                                                                            |
| Etnické skupiny a jazyky |
| Aškenázové • Sefardové • Mizrachim Hebrejština • Jidiš • Ladino • Ge'ez • Buchori |
| Populace (vývoj) |
| Evropa • Amerika • Asie • Afrika • Austrálie |
| Náboženství |
| Bůh • Principy víry • Boží jména 613 micvot • Halacha • Noachidské zákony Mesiáš • Eschatologie |
| Židovské myšlení, filosofie a etika |
| Židovská filosofie Cdaka • Musar • Vyvolenost Chasidismus • Kabala • Haskala |
| Náboženské texty |
| Tóra • Tanach • Mišna • Talmud • Midraš Tosefta • Mišne Tora • Šulchan aruch Sidur • Machzor • Pijut • Zohar |
| Životní cyklus, tradice a zvyky |
| Obřízka • Pidjon ha-ben • Simchat bat • Bar micva Šiduch • Svatba • Ketuba • Rozvod (Get) • Pohřeb Kašrut • Židovský kalendář • Židovské svátky Talit • Tfilin • Cicit • Kipa Mezuza • Menora • Šofar • Sefer Tora |
| Významné postavy židovství |
| Abrahám • Izák • Jákob • Mojžíš Šalomoun • David • Elijáš • Áron Maimonides • Nachmanides • Raši Ba'al Šem Tov • Ga'on z Vilna • Maharal                                                                           |
| Náboženské budovy a instituce |
| Chrám • Synagoga • Ješiva • Bejt midraš Rabín • Chazan • Dajan • Ga'on Kohen (kněz) • Mašgiach • Gabaj • Šochet Mohel • Bejt din • Roš ješiva                                                                      |
| Židovská liturgie |
| Šema • Amida • Kadiš Minhag • Minjan • Nosach Šacharit • Mincha • Ma'ariv • Musaf |
| Dějiny Židů |
| starověk • středověk • novověk |
| Blízká témata |
| Antisemitismus • Gój • Holocaust • Izrael Filosemitismus • Sionismus Abrahámovská náboženství |
| z • d • e |

Ma'ariv (hebrejsky מעריב‎, soumrak), v sefardském[zdroj?] prostředí též arvit (hebrejsky ערבית, večerní) je židovská večerní modlitba. Vzhledem k tomu, že v judaismu den začíná soumrakem, jedná se tak o první modlitbu dne.

## Původ modlitby
Ma'ariv je jedinou židovskou bohoslužbou, která nemá svůj vzor v chrámové liturgii. Tradice připisuje její ustanovení Jákobovi, ale první přímé zmínky o večerní modlitbě nacházíme až v Talmudu, kde se vyskytují diskuze o tom, zda má být tato modlitba dobrovolná nebo povinná (argumenty pro povinnou modlitbu jsou především biblické verše Da 6, 11 (Kral, ČEP) a Ž 55, 18 (Kral, ČEP). Arvit je pravděpodobně starší název, název ma'ariv je doložitelný od 16. století.

## Jednotlivé části večerní modlitby
Modlitba se skládá z následujících částí:
- Šema Jisra'el – vyznání víry, a příslušných požehnání.
- Amida – tichá modlitba o devatenácti požehnání.
- Alejnu – chvalozpěv nazvaný podle úvodních slov „Nám přísluší chválit Pána všehomíra...“, závěr bohoslužby.

Hlavní esencí je podobně jako v případě ranní modlitby šacharit recitace Šema Jisra'el (která vychází z povinnosti recitovat vyznání víry večer) a Amidy, bez které se nemůže obejít žádná židovská bohoslužba. Oproti ostatním modlitbám se na ma'ariv nikdy nečte Tóra (neboť Tóra jakožto zákon se stejně jako soudní pře a soudní spisy může studovat a číst pouze za dne), nikdy se také neopakuje Amida, s výjimkou šabatu, kdy se Amida opakuje ve zkrácené podobě.
Na šabat a svátky je součástí modlitby také kiduš (požehnání nad vínem a přivítání svátečního dne) eventuálně havdala (rozloučení se svátkem a jeho slavnostní zakončení). V pátek večer také samotné modlitbě předchází zvláštní liturgie Kabalat šabat. Během svátků také modlitba končí zpěvem písní, nejčastěji Jigdal nebo Adon olam.